# Bennett-Inseln
Die Bennett-Inseln (englisch Bennett Island, in Argentinien Islas Bennett, in Chile Islotes Bennett) sind eine Inselgruppe im Archipel der Adelaide- und Biscoe-Inseln westlich der Antarktischen Halbinsel. Sie liegen vor der Südwestküste der Liard-Insel in der Hanusse-Bucht und erstrecken sich in südwestlicher Richtung über eine Länge von 10 km. Zu ihnen gehören von Norden nach Süden Gränicher Island, Pfaff Island, Mügge Island und Weertman Island.
Gesichtet und skizziert wurden die Inseln im Februar 1937 bei der British Graham Land Expedition (1934–1937) unter der Leitung des australischen Polarforschers John Rymill. Das UK Antarctic Place-Names Committee benannte sie 1954 nach Arthur George Bennett (1888–1954), britischer Repräsentant für den Walfang im Archipel der Südlichen Shetlandinseln und der Südlichen Orkneyinseln zwischen 1913 und 1927, der überdies zwischen 1924 und 1938 im Auftrag der britischen Regierung als Naturforscher auf den Falklandinseln tätig war.